# Непея, Осип Григорьевич
О́сип (Ио́сиф) Григо́рьевич Непе́я (конец XV в. — 1570?, Вологда) — дьяк посольского приказа, глава первого русского посольства в Англии (1556—1557), вологодский наместник во времена правления Ивана IV Васильевича Грозного.
Основатель вологодского рода Непеиных. Также родов и фамилий: Непениных, Непейцыных.
Современная ему Никоновская летопись называет его «Осипом Непеем Григорьевым, вологжанином». Разыскания краеведов также подтверждают его вологодское происхождение. Непея — древнерусское неканоническое имя или прозвище, дававшееся «человеку трезвого образа жизни».

## Биография
В 1550 году записан в Дворовую тетрадь — Большим дьяком.

### Посольство в Англию
Проводя военную, экономическую и дипломатическую подготовку к Ливонской войне, Иван Грозный стремился завязать и упрочить торговые и политические связи с западноевропейскими государствами.
Прибывшая в 1553 году в устье Северной Двины английская экспедиция на корабле купца и морехода Ричарда Ченслера (Ченслора), была встречена дружественно. Ченслера сопроводили в Москву, а после переговоров с Иваном Грозным, он вернулся в Англию. 
В 1555 году он вновь прибыл в Россию на четырёх кораблях. Получив от царя жалованную грамоту на право свободной торговли английских купцов «Московской торговой компании» в России, Ченслер отправился на родину. Он вёз грузы, оцененные в шесть тысяч фунтов стерлингов. 
Вместе с ним в июле 1556 года из порта Святого Николая (близ Николо-Корельского монастыря) в Англию отправилось и первое русское посольство (более 26 человек). Возглавил его получивший почётный титул наместника вологодского Осип Непея, в состав посольства входили также 10 русских купцов, которые должны были установить торговые отношения с англичанами. На этот важнейший пост, в нарушение местнических обычаев, царь назначил мало знатного дворянина, занимавшегося торговлей и представлявшего интересы купечества северных районов страны (предполагалось, что Вологда станет центром англо-русской торговли). 
В летописи того времени указано: «Того же месяца отпустил государю Филиппа короля английского посланников Ричарда да Юрья, а с ним послал своего посланника Непею вологжанина с грамотою. А писал к королю о любви и о отправке послов и людям его царь и великий князь пожаловал, в своих государствах велел учинить пристанище корабельное на Двине и торг по всему государству повальный дал, также и на Москве двор устроил» (Старый английский двор).
Флотилия из четырёх кораблей, в которую входил корабль «Эдуард-Благое предприятие», была в пути четыре месяца, в ноябре она попала шторм у берегов Шотландии в бухте Питслиго. Корабль Ченслера сорвало с якоря, и он разбился о скалы. Сам Ченслер, его старший сын и большая часть экипажа погибли. Утонули и русские купцы, а также ценные подарки, приготовленные для королевы Марии Тюдор и ее супруга, испанского короля Филиппа II. Значительная часть уцелевшего имущества была расхищена местными жителями.
О. Г. Непея вместе с частью спутников и толмачом чудом спасся, они были доставлены из Шотландии в пограничную английскую крепость Бервик. Непею и его спутников встретили за 12 миль от Лондона члены «Московской компании», основанной в Англии в 1555 году. Сопровождаемый посольством, Непея 28 февраля 1557 года торжественно въехал в Лондон, где был встречен уполномоченным королевы, членами городского самоуправления и английского купечества. Представлен был королю Филиппу II Испанскому и королеве Марии I Тюдор 25 марта, которым вручил царские грамоты. Затем переговоры с ним были поручены епископу Илийскому Томасу Тирлби и главному королевскому секретарю сэру Уильяму Нейту, которые с похвалой отзывались о «степенности, рассудительности и сановитости» русского посланника. Русским купцам разрешалось беспошлинно торговать с Англией, иметь там свои дома, склады и конторы. В английской грамоте также была высказана надежда на укрепление дружбы и расширение торговли между двумя государствами, для чего предлагалось установить постоянный обмен посольствами и заключить торговый договор. 
В день Святого Георгия 23 апреля Непея с посольством присутствовал на торжественном богослужении в Вестминстерском соборе по случаю праздника ордена Подвязки. После был дан роскошный ужин в зале суконного цеха, где ему было объявлено, что все расходы на посольство берёт на себя торговая компания, что "ничего подобного не бывало в прежние времена".
В мае 1557 года вместе с английским послом Антони Дженкинсоном Непея вернулся в Россию на корабле «Примроуз», доставив «мастеров многих, дохторов, злату и серебру искателей, и иных многих мастеров», в их числе был врач Ральф Стендиш. В Россию с посольством прибыли многие ремесленники: бочары — для изучения бочарного производства (оказалось, что привезённые Непеей в Англию русские бочки гораздо крепче английских), мастера канатного дела — с целью основать канатный завод для снабжения английского флота, скорняки — для сортировки отправляемого в Англию пушного товара и другие специалисты. Царю передали две английские грамоты с условиями торговых контактов и подарки, в числе последних «льва и львицу живы, военный доспех, постав скарлатного, а другой французского сукна, да два поставца атласу с золотом».
Посольство Непеи положило начало регулярным дипломатическим сношениям между Англией и Россией и содействовало развитию англо-русской торговли.

#### Служба Ивану Грозному
В посольских делах Осип Непея отмечен, как дьяк Посольского приказа (1559, 1561—1562, 1566, 1570).
В 1558/59 годах упомянут дьяком на Москве в осаде по росписи не состоявшегося похода против татар на Оку.
В 1561 году помог Дженкинсону получить разрешение на путешествие в Персию через территорию Русского государства. В июле 1566 года в чине дьяка  участвовал в Земском соборе. В феврале 1569 года дал крестьянам Глотовой слободы отпись в получении оброка.
Сведения об Осипе Непеи теряются после 24 июня 1570 года, когда Иван Грозный при отпуске из Москвы польских послов, заверил их, что вскоре к польскому королю будут отправлены "послы великие" во главе с князем Иваном Муххамедовичем Канбаровым и дьяком Осипом Непеей, однако в документах от 10 января 1571 года главой посольства значится дьяк Пётр Протасьев.

## Семья
От брака с неизвестной имел дочь, княгиню Настасью (Анастасию) — супруга князя Ивана Семёновича Ногтева, которая сделала вклад 13 июля 1568 года в Троице-Сергиев монастырь 50 рублей. Происходила из дьяческого рода, так как в синодике Чудова монастыря имеется запись, которая относится к супруге князя Ивана Семёновича: «Род по казённом дьяке Непее и княгине Анастасии Ногтевой».

## Потомки
Потомки Осипа Непеи:
- Сергей Арсеньевич Непеин (1870—1911) — священник, писатель-краевед, педагог, общественный деятель.
- Алексей Сергеевич Непеин (1895—1924) — этнограф и историк.
- Борис Сергеевич Непеин (1904—1982) — поэт.